# Ольховка (Ульяновская область)
Ольхо́вка — село в Сурском районе Ульяновской области, входит в состав Хмелёвского сельского поселения.

## География
Находится на расстоянии примерно 8 километров по прямой на северо-северо-запад от районного центра — посёлка Сурское.

## История
В 1913 в Ольховке было дворов 177, жителей 983, церковь. В советские годы работал колхоз «Дружба».

## Население
Население составляло 107 человек в 2002 году (русские 98 %), 86 по переписи 2010 года.

## Известные уроженцы
- Жигарин, Фёдор Александрович